# Чепарёв, Дементий Иванович
Дементий Иванович Чепарёв (род. 28 октября 1992) — российский легкоатлет, специалист по спортивной ходьбе. Выступал за сборную России по лёгкой атлетике в 2009—2011 годах, обладатель серебряной медали чемпионата мира среди юношей, победитель Кубка мира в командном зачёте юниоров, победитель и призёр первенств всероссийского значения. Представлял Мордовию. Мастер спорта России международного класса.

## Биография
Дементий Чепарёв родился 28 октября 1992 года.
Занимался спортивной ходьбой в Центре олимпийской подготовки в Саранске, проходил подготовку под руководством тренеров В. Головина, В. В. Колесникова, В. М. Чёгина, К. Н. Начаркина, В. В. Начаркиной, Г. И. Нижегородова. Окончил Мордовский государственный педагогический институт имени М. Е. Евсевьева.
Впервые заявил о себе на международном уровне в сезоне 2009 года, когда вошёл в состав российской национальной сборной и выступил на юношеском мировом первенстве в Брессаноне, где в программе ходьбы на 10 000 метров стал серебряным призёром.
В 2010 году на Кубке мира в Чиуауа в гонке юниоров на 10 км был дисквалифицирован.
В 2011 году на Кубке Европы в Ольяне выиграл бронзовую медаль в личном юниорском зачёте 10 км и тем самым помог своим соотечественникам стать серебряными призёрами командного зачёта.
В феврале 2012 года на молодёжном всероссийском первенстве в Сочи Чепарёв провалил допинг-тест — взятая у него проба показала наличие запрещённого вещества фенотерола. В итоге спортсмена отстранили от участия в соревнованиях на два года.
По окончании срока дисквалификации Дементий Чепарёв возобновил спортивную карьеру и продолжил принимать участие в различных стартах. Так, в 2016 году на чемпионате России в Чебоксарах он с личным рекордом 1:22.54 завоевал серебряную награду в дисциплине 20 км.
В 2017 году на следующем чемпионате России в Чебоксарах превзошёл всех соперников в ходьбе на 50 км и так же установил личный рекорд — 3:43.05.
На чемпионате России 2018 года в Чебоксарах финишировал вторым (впоследствии в связи с дисквалификацией Сергея Бакулина переместился в итоговом протоколе на первую позицию).
В 2019 году на очередном чемпионате России в Чебоксарах долгое время лидировал на дистанции 50 км, но в конечном счёте был дисквалифицирован за нарушение техники ходьбы.
За выдающиеся спортивные достижения удостоен почётного звания «Мастер спорта России международного класса» (2018).
Жена — Эльвира Чепарёва (Хасанова), так же выступает в спортивной ходьбе.